# La Rioja, Argentina
La Rioja este un oraș în nord-vestul provinciei cu același nume din Argentina. El se află situat la poalele munților "Sierras Pampeanas" la altitudinea de 543 m deasupra n.m.. La Rioja se întinde pe o suprafață de 13.638 km2, în anul 2001 avea 146.411 locuitori.

## Istoric

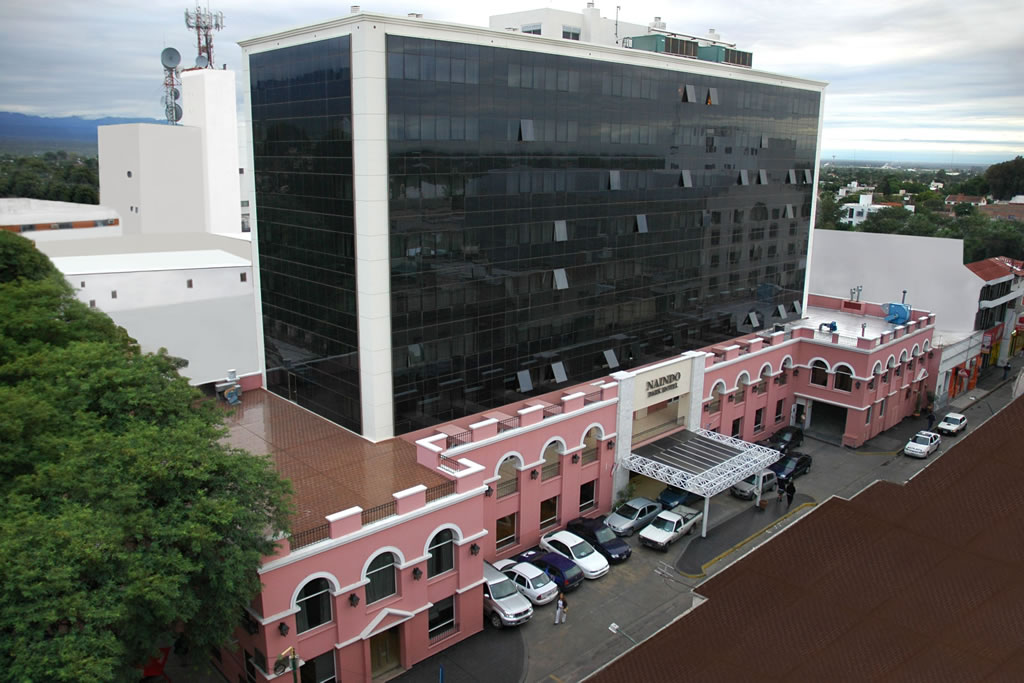
Naindo Park Hotel din La Rioja

Orașul se afla în 1591, când a fost întemeiat pe teritoriul provinciei coloniale Tucumán, el fiind întemeiat de  guvernatorul provinciei, Ramírez de Velasco. Până pe la sfârșitul secolului era singura localitatea importantă din provincie, el avea pe atunci ca. 8000 loc. În anul 1894 un cutremur a distrus aproape complet orașul, acest lucru explică construcțiile puține rămase din timpul regimului colomial. Din anii 1970 orașul se dezvoltă rapid, mulțumită unei politici economice adecvate. Printre ramurile economice până prin anii 1970, predomina agricultura cu viticultura. Însă după anii 1970 a avut loc un proces de industrializare a orașului, care a devenit un centru important al industriei farmaceutice din Argentina.

## Clima

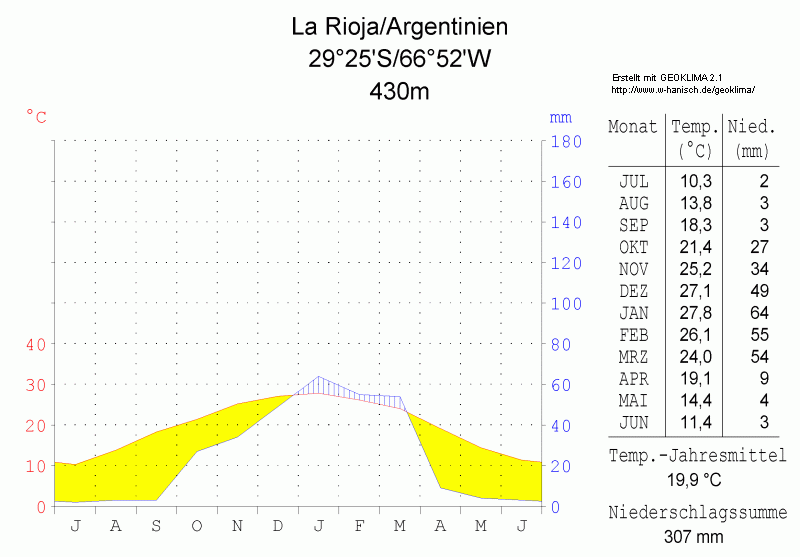
Climadiagramm - La Rioja

Clima regiunii orașului este o climă uscată subtropicală cu veri fierbinți.
| Date climatice pentru La Rioja Aero, Argentina (1961–1990, extremes 1970–present) | Date climatice pentru La Rioja Aero, Argentina (1961–1990, extremes 1970–present) | Date climatice pentru La Rioja Aero, Argentina (1961–1990, extremes 1970–present) | Date climatice pentru La Rioja Aero, Argentina (1961–1990, extremes 1970–present) | Date climatice pentru La Rioja Aero, Argentina (1961–1990, extremes 1970–present) | Date climatice pentru La Rioja Aero, Argentina (1961–1990, extremes 1970–present) | Date climatice pentru La Rioja Aero, Argentina (1961–1990, extremes 1970–present) | Date climatice pentru La Rioja Aero, Argentina (1961–1990, extremes 1970–present) | Date climatice pentru La Rioja Aero, Argentina (1961–1990, extremes 1970–present) | Date climatice pentru La Rioja Aero, Argentina (1961–1990, extremes 1970–present) | Date climatice pentru La Rioja Aero, Argentina (1961–1990, extremes 1970–present) | Date climatice pentru La Rioja Aero, Argentina (1961–1990, extremes 1970–present) | Date climatice pentru La Rioja Aero, Argentina (1961–1990, extremes 1970–present) | Date climatice pentru La Rioja Aero, Argentina (1961–1990, extremes 1970–present) |
| Luna                                                                              | Ian                                                                               | Feb                                                                               | Mar                                                                               | Apr                                                                               | Mai                                                                               | Iun                                                                               | Iul                                                                               | Aug                                                                               | Sep                                                                               | Oct                                                                               | Nov                                                                               | Dec                                                                               | Anual                                                                             |
| --------------------------------------------------------------------------------- | --------------------------------------------------------------------------------- | --------------------------------------------------------------------------------- | --------------------------------------------------------------------------------- | --------------------------------------------------------------------------------- | --------------------------------------------------------------------------------- | --------------------------------------------------------------------------------- | --------------------------------------------------------------------------------- | --------------------------------------------------------------------------------- | --------------------------------------------------------------------------------- | --------------------------------------------------------------------------------- | --------------------------------------------------------------------------------- | --------------------------------------------------------------------------------- | --------------------------------------------------------------------------------- |
| Maxima medie °C (°F)                                                              | 35.0 (95)                                                                         | 33.3 (91,9)                                                                       | 30.4 (86,7)                                                                       | 27.2 (81)                                                                         | 23.4 (74,1)                                                                       | 19.4 (66,9)                                                                       | 19.7 (67,5)                                                                       | 23.0 (73,4)                                                                       | 26.1 (79)                                                                         | 30.6 (87,1)                                                                       | 33.3 (91,9)                                                                       | 35.0 (95)                                                                         | 28,0 (82,4)                                                                       |
| Media zilnică °C (°F)                                                             | 27.4 (81,3)                                                                       | 25.9 (78,6)                                                                       | 23.4 (74,1)                                                                       | 19.8 (67,6)                                                                       | 15.5 (59,9)                                                                       | 11.1 (52)                                                                         | 10.9 (51,6)                                                                       | 14.0 (57,2)                                                                       | 17.8 (64)                                                                         | 22.5 (72,5)                                                                       | 25.4 (77,7)                                                                       | 27.2 (81)                                                                         | 20,1 (68,2)                                                                       |
| Minima medie °C (°F)                                                              | 20.7 (69,3)                                                                       | 19.7 (67,5)                                                                       | 17.9 (64,2)                                                                       | 14.1 (57,4)                                                                       | 9.6 (49,3)                                                                        | 4.9 (40,8)                                                                        | 4.4 (39,9)                                                                        | 6.5 (43,7)                                                                        | 10.3 (50,5)                                                                       | 15.2 (59,4)                                                                       | 18.2 (64,8)                                                                       | 20.3 (68,5)                                                                       | 13,5 (56,3)                                                                       |
| Minima istorică °C (°F)                                                           | 10.7 (51,3)                                                                       | 9.5 (49,1)                                                                        | 8.8 (47,8)                                                                        | 1.8 (35,2)                                                                        | −3 (26,6)                                                                         | −4.9 (23,2)                                                                       | −6.9 (19,6)                                                                       | −4.1 (24,6)                                                                       | −2.5 (27,5)                                                                       | 4.0 (39,2)                                                                        | 6.5 (43,7)                                                                        | 7.7 (45,9)                                                                        | −6,9 (19,6)                                                                       |
| Precipitații mm (inches)                                                          | 80.1 (3.154)                                                                      | 71.6 (2.819)                                                                      | 54.1 (2.13)                                                                       | 18.4 (0.724)                                                                      | 7.4 (0.291)                                                                       | 2.6 (0.102)                                                                       | 3.1 (0.122)                                                                       | 5.2 (0.205)                                                                       | 6.5 (0.256)                                                                       | 12.7 (0.5)                                                                        | 43.3 (1.705)                                                                      | 56.6 (2.228)                                                                      | 361,6 (14,236)                                                                    |
| Umiditate [%]                                                                     | 60                                                                                | 65                                                                                | 69                                                                                | 69                                                                                | 69                                                                                | 68                                                                                | 64                                                                                | 53                                                                                | 49                                                                                | 48                                                                                | 51                                                                                | 55                                                                                | 60                                                                                |
| Nr. de zile cu precipitații (≥ 0.1 mm)                                            | 9                                                                                 | 8                                                                                 | 6                                                                                 | 4                                                                                 | 2                                                                                 | 1                                                                                 | 1                                                                                 | 1                                                                                 | 2                                                                                 | 2                                                                                 | 5                                                                                 | 7                                                                                 | 48                                                                                |
| Sursa nr. 1: NOAA, Oficina de Riesgo Agropecuario (record highs and lows)         |                                                                                   |                                                                                   |                                                                                   |                                                                                   |                                                                                   |                                                                                   |                                                                                   |                                                                                   |                                                                                   |                                                                                   |                                                                                   |                                                                                   |                                                                                   |
| Sursa nr. 2: Servicio Meteorológico Nacional (precipitation days)                 |                                                                                   |                                                                                   |                                                                                   |                                                                                   |                                                                                   |                                                                                   |                                                                                   |                                                                                   |                                                                                   |                                                                                   |                                                                                   |                                                                                   |                                                                                   |

## Orașe înfrățite
- Italia, Bergamo

## Personalități născute aici
- Isabel Martínez de Perón (n. 1931), președinte al Argentinei;
- Ramón Díaz (n. 1959), fotbalist;
- Franco Zuculini⁠(d) (n. 1990), fotbalist.